# Star Blazer
Star Blazer est un jeu vidéo de shoot 'em up développé par Tony Suzuki et publié par Brøderbund Software en 1982 sur Apple II, et Atari 8-bit, avant d'être rebaptisé Sky Blazer puis porté sur Commodore VIC-20. Le joueur est chargé de libérer la galaxie du joug de l’empire. Il doit pour cela accomplir cinq missions : bombarder une station radar, détruire un char d’assaut supersonique, bombarder une installation de tir de missile balistique intercontinental, détruire un char d’assaut doté de missiles à tête chercheuses et enfin bombarder le quartier général de l’empire. Pour accomplir ces missions, il dispose au départ de trois vaisseaux, chacun doté d’un canon, d’une trentaine de bombes et d’une capacité en carburant de 3000 gallons. Au cours des missions, il peut se réapprovisionner en carburant et en bombes en récupérant des colis qui sont régulièrement larguer par un vaisseau de ravitaillement. Le joueur contrôle son vaisseau à l’aide du joystick ou du clavier,,.